# Музей міста Тернополя
Музей міста Тернополя — майбутній краєзнавчий музей міста Тернополя.

## Історія створення
Започаткований 15 квітня 2015 року в 475-ту річницю з часу заснування міста. Діятиме музей спочатку в підземеллях Тернопільського замку, але в майбутньому буде використовуватись увесь замок. Співорганізаторами музею виступили підприємець, громадський діяч Олег Макогін, мистецтвознавець Віра Стецько, історики, діячі культури, краєзнавці. Сприятиме створенню музею і міський голова Тернополя Сергій Надал.
Наразі є вже охочі серед містян, які згідні передати старі цінні речі для експозиції майбутнього музею.

Відкриття першого залу музею планували на День міста 28 серпня 2015 року, але наразі відкриття музею перенесли на пізніше.